# Maquiné

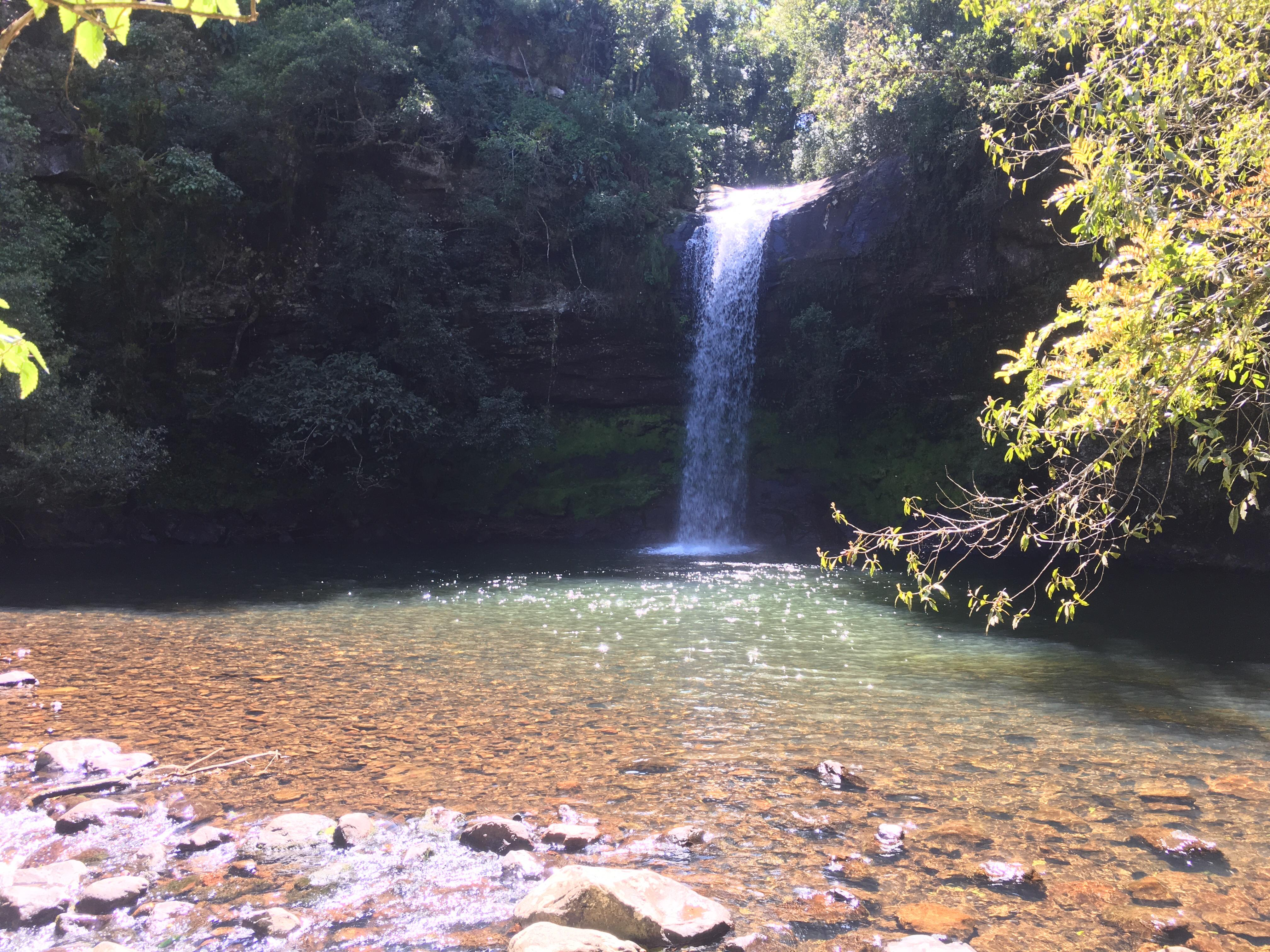
Cascata do Garapiá localizada no município de Maquiné

Maquiné é um município brasileiro do estado do Rio Grande do Sul.

## Etimologia
Segundo estudos, seu nome possui três significados, todos em tupi-guarani:
1. Devido às cachoeiras da região, poderia significar "gota que pinga";
2. "Grande ave que voa", uma referência a um grande pássaro outrora existente na região, a harpia (harpia harpyja);
3. O nome pode ter relação com a foz do rio, de mesmo nome da cidade, local onde morriam muitos índios, que batizaram o local de "Passo do Inferno".

## História

### Povos nativos
A região do município de Maquiné e da Serra do Mar é povoada por povos indígenas Tupis há séculos. A partir do século XIX, com as políticas de estímulo à imigração europeia do Governo Imperial, a ocupação das terras para agricultura passou a criar conflito com as populações originárias que tiravam seu sustento dos recursos da região. Os conflitos eram marcados tanto pela ação dos bugreiros, que perseguiam e assassinavam índios, como pelas correrias, investidas por parte dos indígenas contra os povoados coloniais.

### Colonização

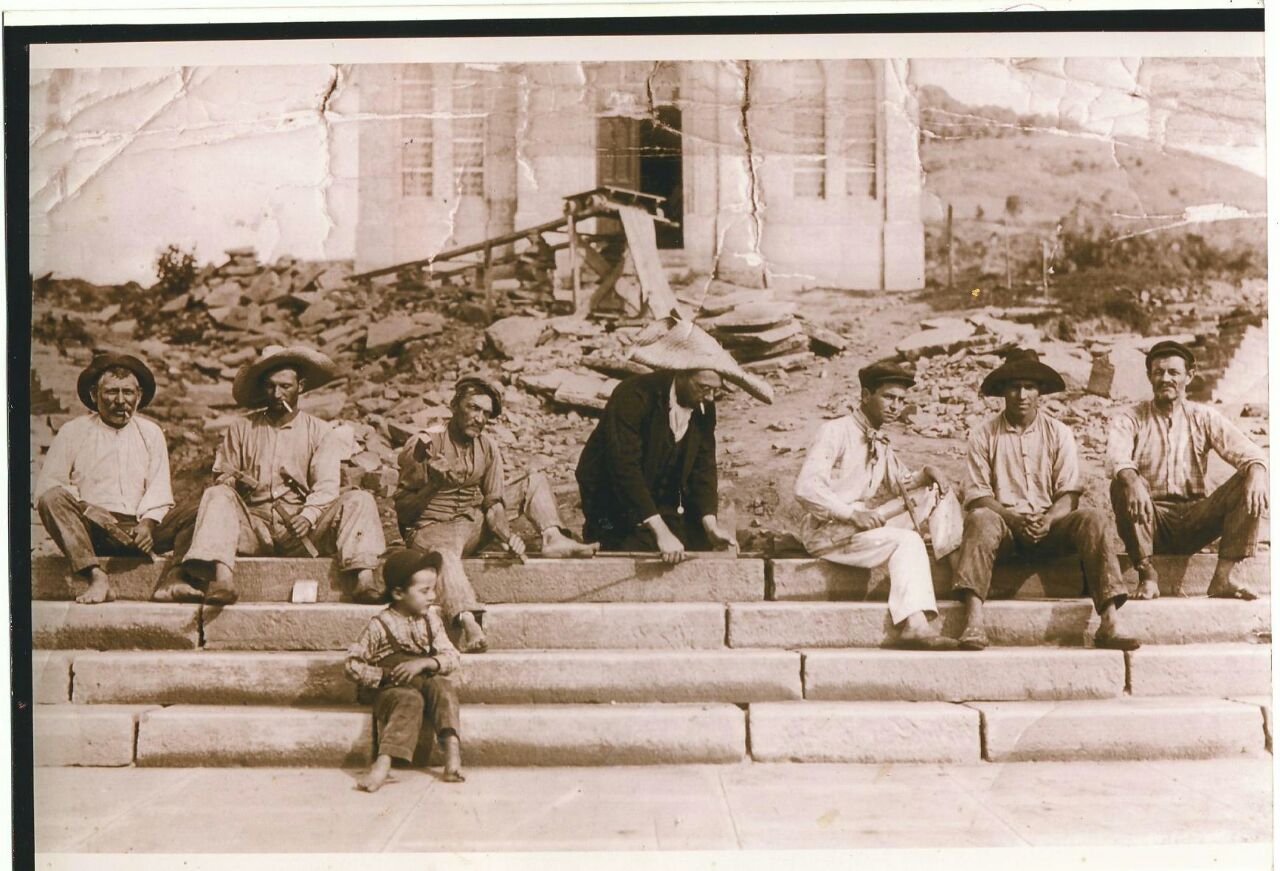
Construção da escadaria da Igreja de Barra do Ouro.

Os primeiros descendentes de europeus são netos de açorianos vindos da Ilha de Santa Catarina para a região de Maquiné no ano de 1816. Por volta de 1840, iniciou-se a colonização do vale do rio Maquiné (onde hoje localiza-se o município de Maquiné), que nasce em Aparados da Serra e deságua na Lagoa dos Quadros. Ali então estabeleceu-se o Sr. Antônio Leonardo Alves, procedente de Desterro (Florianópolis), seguido da família Abreu. Lá passaram a cultivar cana-de-açúcar e a produzir aguardente. A localidade era denominada Fazenda do Leonardo e ocupava a região onde hoje encontra-se o aglomerado urbano de Maquiné.

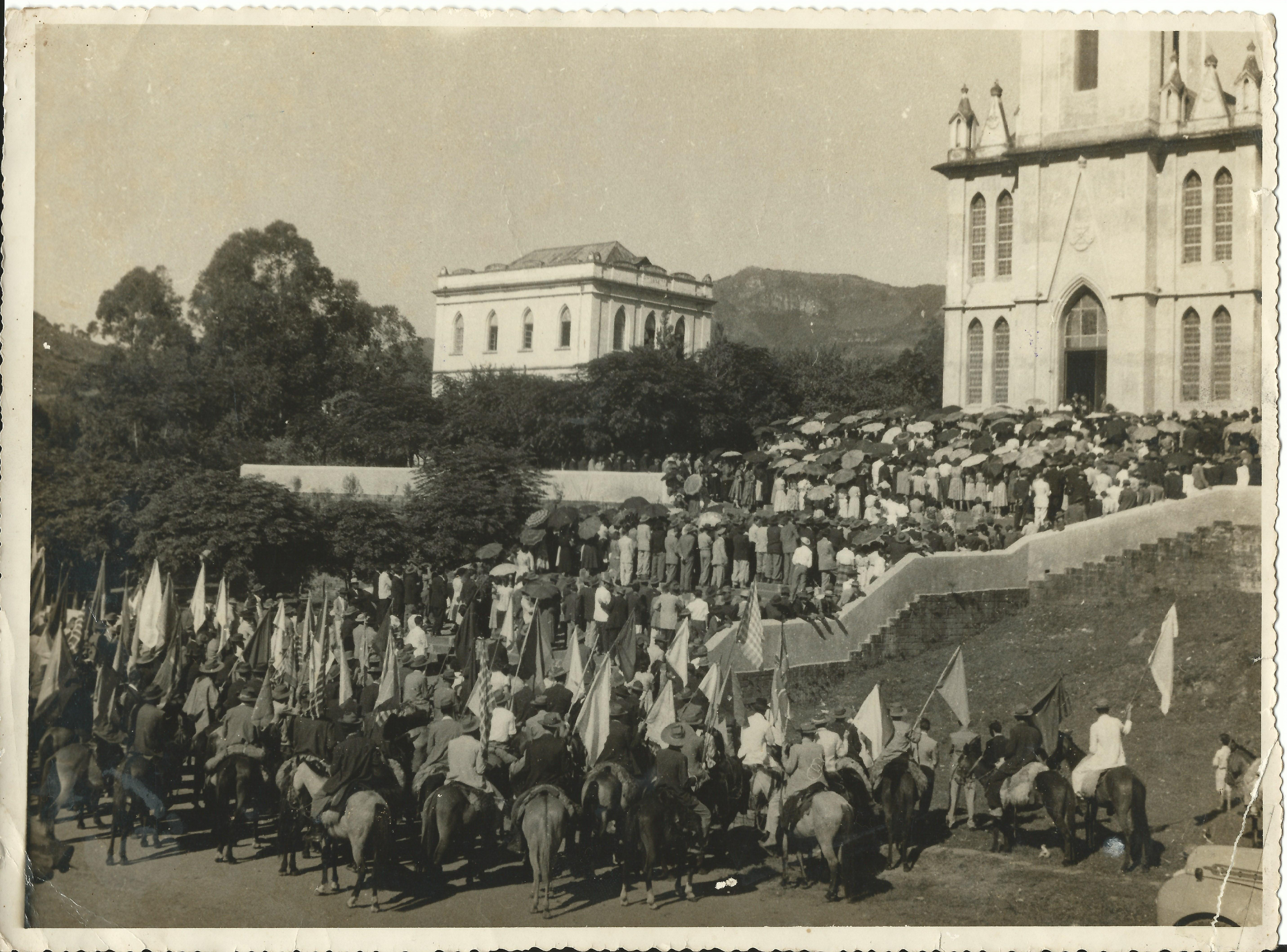
Festa religiosa em Maquiné, distrito de Barra do Ouro.

Entre os anos de 1870 e 1891, a localidade onde hoje é Maquiné recebeu uma grande leva de imigrantes, predominantemente alemães, italianos e poloneses, dando novo impulso à produção primária. O transporte dessa produção era feito em balsas, descendo o rio Maquiné até os centros consumidores de Osório e Torres. Com tropas de mulas fazia-se o intercâmbio comercial com as cidades de Taquara, Caxias do Sul e Porto Alegre. Os imigrantes europeus dedicaram-se basicamente à agricultura de subsistência, cultivando milho, trigo, feijão e arroz. Nesta época, Fazenda e o distrito de Marquês do Herval (atual Barra do Ouro) pertenciam e eram administrados pelo município de Osório. Os imigrantes italianos eram das províncias de Veneza, Monteza, Belluno e Treviso.
Os colonizadores fixaram-se nos lotes das linhas 15 de Novembro (hoje Serrito), Linha Encantada, Linha Sete de Setembro, Linha 14 de Julho e Linha Cachoeira. Em 1904, no primeiro registro oficial de moradores do Vale do Rio Maquiné, apuram-se 142 famílias, entre a encosta da Serra do Mar, no distrito de Marquês do Herval, na localidade hoje conhecida como Cerrito e próximo à Lagoa da Pinguela, no distrito de Morro Alto. Antes, em 1890, cria-se a Colônia de Marquês do Herval, que tinha como sede Barra do Ouro. Os primeiros colonos a chegarem foram os russos, vindos da Polônia (naquela época, ainda província da Rússia). Cerca de 900 imigrantes não chegaram a receber seus lotes de terra, porque decidiram não permanecer na região. Entretanto, algumas famílias ficaram e passaram a produzir nessas colônias.
Com o aumento da produção de cana-de-açúcar no litoral, imigrou à região a população negra através do tráfico de escravos. No distrito de Morro Alto formou-se uma comunidade quilombola que persiste no local até os dias atuais.

### Desenvolvimento
Por volta de 1900 era erguida a primeira igreja, num esforço ecumênico, quando a população já almejava a criação do distrito, pois na época a localidade integrava o distrito de Marquês do Herval (atual Barra do Ouro). Finalmente, em 1913 era criado o distrito (quarto distrito), pertencente ao então município de Conceição do Arroio (atual Osório), sendo seu primeiro sub-intendente o Sr. Lindolfo Gomes de Almeida. Ao mesmo tempo era criado o cartório distrital. Os escrivães eram Anselmo Gomes de Almeida, Cristóvão Schimitt e Alberto Pedro Schimidt. Os primeiros juízes de paz foram José Femando da Silva e Manoel Aguiar.
Um morador, Sr. Jacob Hab, havia montado uma usina rudimentar que fornecia energia elétrica à população. Quando seu "engenho" enguiçou, o Sr. João Vidor instalou uma possante caldeira que de dia movia um moinho, um descascador e uma serraria e à noite gerava energia elétrica. Já então havia na localidade pequenas indústrias: fábrica de vassouras, esquadrias, móveis, bebidas, olarias, celarias etc.
Em 1914, com a construção de um pequeno porto na "Fazenda do Leonardo", a localidade passou a chamar-se "Porto Cachoeira". Passou-se a um período de abertura de estradas e em 1927 foi instalado o serviço de navegação do DEPRC. Em 1929 era construída a atual Igreja Matriz e no ano seguinte, o Grupo Escolar (atual E. E. Lourenço Leon Von Langendonck).
Em 1938 a localidade foi denominada "Vila General Daltro Filho", nome que gerou divergências políticas, de sorte que dois anos após foi rebatizada para "Maquiné", denominação que mantém até hoje. Em 1947 houve um grande acidente de navegação, resultando na morte de 18 pessoas, entre as quais o deputado Osvaldo Bastos.

### Emancipação
No início da década de 1950, com a abertura da BR-101, a navegação entrou em decadência. Surgem associações, hospital, CTG, sindicato e serviços públicos diversos. A produção se diversifica, credenciando a comunidade a buscar sua autonomia político-administrativa, formando o município de Maquiné, composto pelos distritos de Maquiné, Barra do Ouro e Morro Alto.
A briga pela emancipação do município começou em 20 de agosto de 1991, quando os distritos de Morro Alto, Maquiné e Barra do Ouro, pertencentes ao município de Osório, através do processo nº 06.146, da Assembleia Legislativa do Estado do Rio Grande do Sul, iniciaram uma longa trajetória que tinha como objetivo ver o Vale de Maquiné independente. Através do Projeto de Lei nº 534/91, da Comissão de Constituição e Justiça, decidiu-se que a comunidade do Vale de Maquiné seria ouvida através de plebiscito. Aos 10 dias do mês de novembro de 1991, após a realização do pleito, 2.708 (dois mil e setecentos e oito) dos 4.570 (quatro mil e quinhentos e setenta) eleitores inscritos nos três distritos decidiram da seguinte forma:
- 2.015 votaram pelo sim;
- 513 votaram pelo não;
- 62 votaram em branco;
- 58 anularam o voto.

Finalmente, em 20 de março de 1992, através da Lei 9.531, foi criado o município de Maquiné.

## Geografia
Localiza-se a uma latitude 29º40'30" sul e a uma longitude 50º12'26" oeste, estando a uma altitude de 12 metros.
Possui uma área de 613,580 km² e em 2022, a população era de 7.418 habitantes e a densidade demográfica era de 12,09 habitantes por quilômetro quadrado, segundo o CENSO 2022 (IBGE). 
O município se localiza no sopé da Serra do Mar e faz divisa ao sul, com o município de Osório; ao norte, com os municípios de Terra de Areia e São Francisco de Paula; ao oeste, com Riozinho e Santo Antônio da Patrulha; a leste, com o município de Capão da Canoa.
Seu clima é subtropical, com uma temperatura média anual de 19,8°.

## Subdivisões

### Distritos
| Distrito      | População |
| ------------- | --------- |
| Barra do Ouro | 1725      |
| Maquiné       | 7418      |
| Morro Alto    | 1277      |

## Turismo
Um município litorâneo mas fora da orla marítima, do outro lado da BR-101, Maquiné aposta no turismo como uma alternativa para o seu desenvolvimento. O turismo ecológico é o carro-chefe de Maquiné.
Entre suas principais atrações estão inúmeras cascatas e as enormes reservas de Mata Atlântica lá existentes. A visita a essa cidade pode ser um bom complemento para quem quiser conhecer algo mais do que praias e lagoas durante uma viagem ao litoral gaúcho.
Duas das maiores cascatas de Maquiné, a Garapiá, a 12 quilômetros do centro, com oito metros de altura; e a Escangalho, a 6 quilômetros, com setenta metros de altura, têm acessos em estrada de chão em bom estado. Essas duas cascatas são formadoras do rio Maquiné, onde outra atração são as fortes corredeiras. Suas nascentes são formadas com as mais puras águas do Rio Grande do Sul, existindo água potavel em todo curso de seus rios.